# Kafta
Pour les articles homonymes, voir Köfte.
Kafta est une localité de l'Extrême-Nord du Cameroun, située à proximité de la frontière avec le Tchad. Elle dépend de la commune de Moulvoudaye et du département de Mayo-Kani.

## Géographie

### Localisation
Kafta se situe à proximité de Moulvoudaye, rejoignable par piste auto reliant la route Maroua-Moulvoudaye.

## Population
En 1976, le village comptait 121 habitants, principalement des Toupouri.
En 2013, la population est estimée à 2 089 habitants.